# Чиршкасы (Аликовский район)
Чиршкасы́ (чув. Чӑрӑшкасси) — деревня в Аликовском муниципальном округе Чувашской Республики. Входила в состав Яндобинского сельского поселения до его упразднения в 2022 году.

## География
Деревня расположена при овраге Пормарь. Расстояние до с. Аликово — 13 км, г. Чебоксары — 65 км, ж/д. ст. — 32 км.

### Климат
Климат умеренно континентальный с продолжительной холодной зимой и тёплым летом. Средняя температура января −12,9 °C, июля 18,3 °C, абсолютный минимум достигал −44 °C, абсолютный максимум 37 °C. За год в среднем выпадает до 552 мм осадков.

## Население
| 2010 | 2012 |
| ---- | ---- |
| 101  | ↗109 |

## История
Деревня образовалась в результате слияния в 1967 году деревень Шнакасы, Чиршкасы.
До 1927 года входила в Асакасинскую волость Ядринского уезда Казанской губернии, Яндобинский приход. С 1 октября 1927 года — в Аликовском районе, с 17 марта 1939 года — в Калининском районе, с 26 ноября 1956 года — снова в Аликовском районе, с 20 декабря 1962 года — в Вурнарском районе, с 14 марта 1965 года — в Аликовском районе, с 1 октября 1927 года — в Асакасинском сельсовете, с 14 июня 1954 года — в Яндобинском сельсовете.

## Связь и средства массовой информации
- Связь: ОАО «Волгателеком», Би Лайн, МТС, Мегафон. Развит интернет ADSL технологии.
- Газеты и журналы: Аликовская районная газета «Пурнăç çулĕпе»-«По жизненному пути».
- Телевидение:Население использует эфирное и спутниковое телевидение. Эфирное телевидение позволяет принимать национальный канал на чувашском и русском языках.